# New Dawn
New Dawn es un álbum lanzado en 2008 por el grupo de voces blancas londinense Libera, el décimo publicado por la agrupación y el quinto bajo el nombre de "Libera". Robert Prizeman trata de dar un nuevo rumbo al sonido tradicional de la coral juvenil a través de la adaptación de temas del repertorio clásico y de otros procedentes del pop, a la vez que afianza posiciones en las listas de ventas. Así mismo, este trabajo es el primer fruto del nuevo impulso que experimentó el grupo después de erigirse como organización benéfica en 2007, y que le iba a valer una mayor proyección internacional y presencia en los medios.

## Lista de canciones
| N.º   | Título                                                                                | Duración |  |
| 1.    | «Orinoco Flow» (Enya)                                                                 | 3:28     |  |
| 2.    | «Ave Maria» (Giulio Caccini; atribuida erróneamente, composición de Vladímir Vavílov) | 4:18     |  |
| 3.    | «Secret» (Robert Prizeman)                                                            | 4:03     |  |
| 4.    | «Air» (Bach)                                                                          | 3:43     |  |
| 5.    | «Gloria» (Adaptación de la Sinfonía n. 3 de Saint-Saën)                               | 3:24     |  |
| 6.    | «Sancte» (Robert Prizeman)                                                            | 5:16     |  |
| 7.    | «Rest in Peace» (Robert Prizeman)                                                     | 4:31     |  |
| 8.    | «Love and Mercy» (Brian Wilson)                                                       | 4:09     |  |
| 9.    | «May the Road Rise Up» (Robert Prizeman)                                              | 3:09     |  |
| 10.   | «Never Be Alone» (Robert Prizeman & Steven Geraghty)                                  | 3:45     |  |
| 11.   | «Jerusalem (And Did those Feet in Ancient Time)» (Hubert Parry)                       | 2:44     |  |
| 12.   | «Glory to Thee My God this Night» (Basada en el Canon n. 244 de Tallis)               | 2:53     |  |
| 13.   | «The Lamb» (Dana Kay)                                                                 | 3:25     |  |
| 14.   | «In Paradisum» (Robert Prizeman)                                                      | 5:55     |  |
| 54:38 |                                                                                       |          |  |

## Recepción
La crítica ha puesto este trabajo en paralelo con el modo en el que el Kronos Quartet redefine el concepto de la música de cámara introduciéndola en el ámbito del crossover: «Realmente [los chicos de Libera] no dejan de ser convencionales, pero se alejan suficientemente de lo convencional como para ganarse un estatus propio en el crossover».
El álbum recibió 3,5 estrellas de 5 en el portal AllMusic, mientras que Discogs le adjudicó 4 de 5.